# Llista de monuments d'Anglès
Llista de monuments d'Anglès inclosos en l'Inventari del Patrimoni Arquitectònic de Catalunya per al municipi d'Anglès (Selva). Inclou els inscrits en el Registre de Béns Culturals d'Interès Nacional (BCIN) amb la classificació de monuments històrics, els Béns Culturals d'Interès Local (BCIL) de caràcter immoble i la resta de béns arquitectònics integrants del patrimoni cultural català.
| Monument                                               | Protecció       | Estil/època                                             | Localització                                         | Coordenades                                          | Codi?         | Imatge |
| ------------------------------------------------------ | --------------- | ------------------------------------------------------- | ---------------------------------------------------- | ---------------------------------------------------- | ------------- | --- |
| Vila Vella d'Anglès                                    | BCIN 270-CH-EN  | Gòtic, renaixement, modernisme, obra popular XVI-XXI    | Anglès Barri Vell                                    | 41° 57′ 25″ N, 2° 38′ 24″ E / 41.957°N,2.64005°E     | IPA-296       | Vila Vella d'Anglès · Vegeu més fotos d'aquest monument · Carregueu una nova foto d'aquest monument                         |
| Castell d'Anglès                                       | BCIN 1266-MH    | XII, XIII, XV                                           | Anglès Pl. de la Vila - c. del Molí - c. del Castell | 41° 57′ 26″ N, 2° 38′ 22″ E / 41.95735°N,2.63948°E   | RI-51-0005791 | Castell d'Anglès · Vegeu més fotos d'aquest monument · Carregueu una nova foto d'aquest monument                            |
| Fàbrica Burés, o Indústries Burés                      | BCIN 4145-MH-EN | Obra popular XIX Final, XX                              | Anglès C. de la Fàbrica                              | 41° 57′ 36″ N, 2° 38′ 03″ E / 41.959959°N,2.634255°E | IPA-26632     | Fàbrica Burés (Anglès) · Vegeu més fotos d'aquest monument · Carregueu una nova foto d'aquest monument                      |
| Carrer d'Avall                                         | BCIL 2014       | Obra popular, gòtic XVI, XIX, XX                        | Anglès C. d'Avall                                    | 41° 57′ 25″ N, 2° 38′ 24″ E / 41.9569°N,2.64009°E    | IPA-26594     | Carrer d'Avall (Anglès) · Vegeu més fotos d'aquest monument · Carregueu una nova foto d'aquest monument                     |
| Can Pol, o Ca la Troina                                |                 | Obra popular XV, XX                                     | Anglès C. d'Avall, 5                                 | 41° 57′ 26″ N, 2° 38′ 26″ E / 41.95717°N,2.64048°E   | IPA-26595     | Can Pol (Anglès) · Vegeu més fotos d'aquest monument · Carregueu una nova foto d'aquest monument                            |
| Can Tripes                                             |                 | Obra popular XVII                                       | Anglès C. d'Avall, 6                                 | 41° 57′ 26″ N, 2° 38′ 25″ E / 41.957190°N,2.640265°E | IPA-26596     | Can Tripes (Anglès) · Vegeu més fotos d'aquest monument · Carregueu una nova foto d'aquest monument                         |
| Can Barnades, o Can Mau de l'Aguidó                    | BCIL 2014       | Obra popular, gòtic XV                                  | Anglès C. d'Avall, 7                                 | 41° 57′ 26″ N, 2° 38′ 26″ E / 41.95713°N,2.64044°E   | IPA-26597     | Can Barnades (Anglès) · Vegeu més fotos d'aquest monument · Carregueu una nova foto d'aquest monument                       |
| Can Janer                                              | BCIL 2014       | Obra popular XVI, XIX                                   | Anglès C. d'Avall, 18                                | 41° 57′ 25″ N, 2° 38′ 24″ E / 41.95692°N,2.64004°E   | IPA-26598     | Can Janer (Anglès) · Vegeu més fotos d'aquest monument · Carregueu una nova foto d'aquest monument                          |
| Can Talleda                                            | BCIL 2014       | Gòtic, obra popular XV, XIX                             | Anglès C. d'Avall, 9                                 | 41° 57′ 26″ N, 2° 38′ 25″ E / 41.95711°N,2.6404°E    | IPA-26599     | Can Talleda (Anglès) · Vegeu més fotos d'aquest monument · Carregueu una nova foto d'aquest monument                        |
| Can Tino                                               | BCIL 2014       | Obra popular, gòtic XVI                                 | Anglès C. d'Avall, 11-13                             | 41° 57′ 26″ N, 2° 38′ 25″ E / 41.95709°N,2.64035°E   | IPA-26600     | Can Tino (Anglès) · Vegeu més fotos d'aquest monument · Carregueu una nova foto d'aquest monument                           |
| Can Bohigues, o Ca n'Esteva i Can Carbonell            | BCIL 2014       | Obra popular XVII                                       | Anglès C. d'Avall, 17                                | 41° 57′ 25″ N, 2° 38′ 25″ E / 41.95701°N,2.64028°E   | IPA-26601     | Can Bohigues (Anglès) · Vegeu més fotos d'aquest monument · Carregueu una nova foto d'aquest monument                       |
| Masoveria de Can Cendra, o Can Ciscot                  | BCIL 2014       | Obra popular, gòtic XV, XXI                             | Anglès C. d'Avall, 27-29                             | 41° 57′ 24″ N, 2° 38′ 24″ E / 41.95666°N,2.6399°E    | IPA-26604     | Masoveria de Can Cendra (Anglès) · Vegeu més fotos d'aquest monument · Carregueu una nova foto d'aquest monument            |
| Can Cendra                                             | BCIL 2014       | Noucentisme Rafael Masó XX (1915)                       | Anglès C. d'Avall, 31                                | 41° 57′ 24″ N, 2° 38′ 23″ E / 41.95658°N,2.63976°E   | IPA-26606     | Can Cendra (Anglès) · Vegeu més fotos d'aquest monument · Carregueu una nova foto d'aquest monument                         |
| Cal Sabater, arcada de Can Verdaguer                   | BCIL 2014       | Obra popular, gòtic XIV, XX                             | Anglès C. d'Avall, 33                                | 41° 57′ 23″ N, 2° 38′ 23″ E / 41.95651°N,2.63962°E   | IPA-26607     | Cal Sabater (Anglès) · Vegeu més fotos d'aquest monument · Carregueu una nova foto d'aquest monument                        |
| Can Verdaguer (Carrer d'Avall)                         | BCIL 2014       | Obra popular XVI                                        | Anglès C. d'Avall, 34                                | 41° 57′ 24″ N, 2° 38′ 23″ E / 41.95661°N,2.63965°E   | IPA-26608     | Can Verdaguer (Anglès) · Vegeu més fotos d'aquest monument · Carregueu una nova foto d'aquest monument                      |
| Can Tintorer                                           | BCIL 2014       | Obra popular XVI                                        | Anglès C. d'Avall, 35                                | 41° 57′ 24″ N, 2° 38′ 23″ E / 41.95654°N,2.63963°E   | IPA-26609     | Can Tintorer (Anglès) · Vegeu més fotos d'aquest monument · Carregueu una nova foto d'aquest monument                       |
| Cal Soldat, o Cal Sabater Borni                        | BCIL 2014       | Obra popular, gòtic XVI                                 | Anglès C. d'Avall, 40                                | 41° 57′ 23″ N, 2° 38′ 22″ E / 41.95645°N,2.63955°E   | IPA-26610     | Cal Soldat (Anglès) · Vegeu més fotos d'aquest monument · Carregueu una nova foto d'aquest monument                         |
| Can Camps                                              | BCIL 2014       | Obra popular, gòtic XVI                                 | Anglès C. d'Avall, 41                                | 41° 57′ 23″ N, 2° 38′ 22″ E / 41.9563°N,2.63945°E    | IPA-26611     | Casal de Can Camps (Anglès) · Vegeu més fotos d'aquest monument · Carregueu una nova foto d'aquest monument                 |
| Ca la Ramoneta                                         | BCIL 2014       | Obra popular, gòtic XVI                                 | Anglès C. d'Avall, 42                                | 41° 57′ 23″ N, 2° 38′ 22″ E / 41.956480°N,2.639460°E | IPA-26612     | Ca la Ramoneta (Anglès) · Vegeu més fotos d'aquest monument · Carregueu una nova foto d'aquest monument                     |
| Casa Doctor Vinyes, o Can Peix                         | BCIL 2014       | Modernisme, noucentisme Rafael Masó i Valentí XX (1907) | Anglès C. del Castell                                | 41° 57′ 28″ N, 2° 38′ 27″ E / 41.95769°N,2.64073°E   | IPA-26613     | Casa Doctor Vinyes (Anglès) · Vegeu més fotos d'aquest monument · Carregueu una nova foto d'aquest monument                 |
| Cal Farmacèutic                                        | BCIL 2014       | Obra popular, modernisme XX                             | Anglès C. Comerç, 3                                  | 41° 57′ 20″ N, 2° 38′ 18″ E / 41.95556°N,2.63831°E   | IPA-26614     | Cal Farmacèutic (Anglès) · Vegeu més fotos d'aquest monument · Carregueu una nova foto d'aquest monument                    |
| Cafè de l'Aliança                                      | BCIL 2014       | Obra popular XX                                         | Anglès C. Jacint Verdaguer, 1-3                      | 41° 57′ 22″ N, 2° 38′ 20″ E / 41.95599°N,2.63896°E   | IPA-26615     | Cafè de l'Aliança (Anglès) · Vegeu més fotos d'aquest monument · Carregueu una nova foto d'aquest monument                  |
| Carrer de l'Empedrat                                   | BCIL 2014       | Obra popular, gòtic XIV, XIX, XX                        | Anglès C. de l'Empedrat                              | 41° 57′ 27″ N, 2° 38′ 27″ E / 41.9574°N,2.64089°E    | IPA-26616     | Carrer de l'Empedrat (Anglès) · Vegeu més fotos d'aquest monument · Carregueu una nova foto d'aquest monument               |
| Can Vilaró                                             | BCIL 2014       | Obra popular XVII                                       | Anglès C. de l'Empedrat, 9                           | 41° 57′ 26″ N, 2° 38′ 26″ E / 41.9573°N,2.64054°E    | IPA-26617     | Can Vilaró (Anglès) · Vegeu més fotos d'aquest monument · Carregueu una nova foto d'aquest monument                         |
| Can Martra                                             |                 | Obra popular XIX, XX                                    | Anglès C. Indústria, 31-33                           | 41° 57′ 21″ N, 2° 38′ 14″ E / 41.95583°N,2.63732°E   | IPA-26618     | Carregueu una nova foto d'aquest monument                                                                                   |
| Carrer Mossèn Jacint Verdaguer                         | BCIL 2014       | Obra popular, gòtic XVI, XVIII, XIX, XX                 | Anglès C. Jacint Verdaguer                           | 41° 57′ 22″ N, 2° 38′ 20″ E / 41.95616°N,2.63893°E   | IPA-26619     | Carrer Mossèn Jacint Verdaguer (Anglès) · Vegeu més fotos d'aquest monument · Carregueu una nova foto d'aquest monument     |
| Carrer Major                                           | BCIL 2014       | Obra popular, gòtic XV, XI, XIV, XIX, XX                | Anglès C. Major                                      | 41° 57′ 25″ N, 2° 38′ 22″ E / 41.95684°N,2.63952°E   | IPA-26620     | Carrer Major (Anglès) · Vegeu més fotos d'aquest monument · Carregueu una nova foto d'aquest monument                       |
| Cal Noi                                                | BCIL 2014       | Obra popular, gòtic XV, XX                              | Anglès C. Major, 1                                   | 41° 57′ 25″ N, 2° 38′ 23″ E / 41.95695°N,2.63977°E   | IPA-26621     | Cal Noi (Anglès) · Vegeu més fotos d'aquest monument · Carregueu una nova foto d'aquest monument                            |
| Can Duc                                                | BCIL 2014       | Obra popular XVIII, XX                                  | Anglès C. Major, 5                                   | 41° 57′ 25″ N, 2° 38′ 23″ E / 41.95684°N,2.63967°E   | IPA-26623     | Can Duc (Anglès) · Vegeu més fotos d'aquest monument · Carregueu una nova foto d'aquest monument                            |
| Cal Rellotger                                          | BCIL 2014       | Obra popular, gòtic XVII                                | Anglès C. Major, 6 i 8                               | 41° 57′ 25″ N, 2° 38′ 22″ E / 41.95685°N,2.63954°E   | IPA-26624     | Cal Rellotger (Anglès) · Vegeu més fotos d'aquest monument · Carregueu una nova foto d'aquest monument                      |
| Pisos de Can Verdaguer                                 | BCIL 2014       | Noucentisme XIX Final                                   | Anglès C. Major, 13                                  | 41° 57′ 24″ N, 2° 38′ 22″ E / 41.95666°N,2.63944°E   | IPA-26625     | Pisos de Can Verdaguer (Anglès) · Vegeu més fotos d'aquest monument · Carregueu una nova foto d'aquest monument             |
| Ca l'Estrella                                          | BCIL 2014       | Obra popular XVII                                       | Anglès C. Major, 15                                  | 41° 57′ 24″ N, 2° 38′ 22″ E / 41.95662°N,2.63932°E   | IPA-26626     | Ca l'Estrella (Anglès) · Vegeu més fotos d'aquest monument · Carregueu una nova foto d'aquest monument                      |
| Ca l'Esparter                                          | BCIL 2014       | Obra popular XVI                                        | Anglès C. Major, 16-18                               | 41° 57′ 24″ N, 2° 38′ 22″ E / 41.95673°N,2.63934°E   | IPA-26627     | Ca l'Esparter (Anglès) · Vegeu més fotos d'aquest monument · Carregueu una nova foto d'aquest monument                      |
| Església parroquial de Sant Miquel                     | BCIL 2014       | Renaixement, barroc XVII, XX                            | Anglès Pl. de l'Església                             | 41° 57′ 23″ N, 2° 38′ 20″ E / 41.95643°N,2.63893°E   | IPA-26628     | Església parroquial de Sant Miquel (Anglès) · Vegeu més fotos d'aquest monument · Carregueu una nova foto d'aquest monument |
| Plaça de la Vila, o Plaça Major                        | BCIL 2014       | Obra popular, gòtic XIII, XIX                           | Anglès Pl. de la Vila                                | 41° 57′ 26″ N, 2° 38′ 24″ E / 41.95728°N,2.63998°E   | IPA-26629     | Plaça de la Vila (Anglès) · Vegeu més fotos d'aquest monument · Carregueu una nova foto d'aquest monument                   |
| Can Pujol                                              | BCIL 2014       | Modernisme XX Inici                                     | Anglès Pl. de la Vila, 18                            | 41° 57′ 27″ N, 2° 38′ 24″ E / 41.95746°N,2.63995°E   | IPA-26630     | Can Pujol (Anglès) · Vegeu més fotos d'aquest monument · Carregueu una nova foto d'aquest monument                          |
| Ajuntament vell d'Anglès, Hotel d'entitats             | BCIL 2014       | Obra popular XIX                                        | Anglès Pl. de la Vila, 1                             | 41° 57′ 27″ N, 2° 38′ 24″ E / 41.9574°N,2.63992°E    | IPA-26631     | Ajuntament vell d'Anglès · Vegeu més fotos d'aquest monument · Carregueu una nova foto d'aquest monument                    |
| Estació del Carrilet                                   | BCIL 2014       | Obra popular, modernisme XIX (1895)                     | Anglès C. de la Fàbrica                              | 41° 57′ 33″ N, 2° 38′ 01″ E / 41.9592°N,2.63352°E    | IPA-26633     | Estació del Carrilet (Anglès) · Vegeu més fotos d'aquest monument · Carregueu una nova foto d'aquest monument               |
| Can Biel                                               | BCIL 2014       | Gòtic tardà, obra popular XVII                          | Anglès Ctra. Girona                                  | 41° 57′ 37″ N, 2° 39′ 15″ E / 41.96035°N,2.65408°E   | IPA-26635     | Can Biel (Anglès) · Vegeu més fotos d'aquest monument · Carregueu una nova foto d'aquest monument                           |
| Can Planes                                             | BCIL 2014       | Obra popular XV                                         | Anglès                                               | 41° 57′ 10″ N, 2° 39′ 06″ E / 41.9527°N,2.65168°E    | IPA-26636     | Can Planes (Anglès) · Vegeu més fotos d'aquest monument · Carregueu una nova foto d'aquest monument                         |
| Doma, o Rectoria                                       | BCIL 2014       | Obra popular XVII, XVIII, XX                            | Anglès Pl. de l'Església                             | 41° 57′ 23″ N, 2° 38′ 21″ E / 41.95643°N,2.63912°E   | IPA-30396     | Doma (Anglès) · Vegeu més fotos d'aquest monument · Carregueu una nova foto d'aquest monument                               |
| Can Metge Cendra                                       | BCIL 2014       | Modernisme, noucentisme XIX Final                       | Anglès Pl. de la Vila, 3                             | 41° 57′ 26″ N, 2° 38′ 23″ E / 41.95714°N,2.63974°E   | IPA-30397     | Can Metge Cendra (Anglès) · Vegeu més fotos d'aquest monument · Carregueu una nova foto d'aquest monument                   |
| Mas Bellveí                                            | BCIL 2014       | Obra popular XVI                                        | Anglès                                               | 41° 56′ 35″ N, 2° 37′ 02″ E / 41.94303°N,2.61719°E   | IPA-32168     | Mas Bellveí (Anglès) · Vegeu més fotos d'aquest monument · Carregueu una nova foto d'aquest monument                        |
| Ca l'Aulet                                             | BCIL 2014       | Obra popular XVII                                       | Anglès Pl. de la Vila, 5                             | 41° 57′ 25″ N, 2° 38′ 23″ E / 41.95703°N,2.63986°E   | IPA-32169     | Ca l'Aulet (Anglès) · Vegeu més fotos d'aquest monument · Carregueu una nova foto d'aquest monument                         |
| Molí de Can Ciscot                                     | BCIL 2014       | Obra popular XIII-XX                                    | Anglès C. del Molí                                   | 41° 57′ 29″ N, 2° 38′ 22″ E / 41.958103°N,2.639571°E | IPA-32170     | Molí de Can Ciscot (Anglès) · Vegeu més fotos d'aquest monument · Carregueu una nova foto d'aquest monument                 |
| Ca la Marieta                                          | BCIL 2014       | Obra popular XVII                                       | Anglès C. d'Avall, 39                                | 41° 57′ 23″ N, 2° 38′ 22″ E / 41.95636°N,2.63952°E   | IPA-32171     | Ca la Marieta (Anglès) · Vegeu més fotos d'aquest monument · Carregueu una nova foto d'aquest monument                      |
| Ca la Silvana, antic Hospital dels Pobres de Jesucrist | BCIL 2014       | Obra popular XVI                                        | Anglès C. de Santa Magdalena, 3                      | 41° 57′ 21″ N, 2° 38′ 21″ E / 41.95589°N,2.63918°E   | IPA-32173     | Ca la Silvana (Anglès) · Vegeu més fotos d'aquest monument · Carregueu una nova foto d'aquest monument                      |
| Cal Roig                                               | BCIL 2014       | Obra popular, modernisme XIX                            | Anglès C. Major, 2-4                                 | 41° 57′ 25″ N, 2° 38′ 23″ E / 41.95699°N,2.63963°E   | IPA-32175     | Cal Roig (Anglès) · Vegeu més fotos d'aquest monument · Carregueu una nova foto d'aquest monument                           |
| Can Camps                                              | BCIL 2014       | Obra popular XV, XIX, XX                                | Anglès                                               | 41° 56′ 04″ N, 2° 37′ 46″ E / 41.93436°N,2.62954°E   | IPA-32176     | Can Camps (Anglès) · Vegeu més fotos d'aquest monument · Carregueu una nova foto d'aquest monument                          |
| Can Canals                                             | BCIL 2014       | Obra popular XV                                         | Anglès                                               | 41° 56′ 44″ N, 2° 39′ 58″ E / 41.94549°N,2.66599°E   | IPA-32177     | Carregueu una nova foto d'aquest monument                                                                                   |
| Can Casalet                                            | BCIL 2014       | Obra popular XVII, XX                                   | Anglès                                               | 41° 57′ 15″ N, 2° 39′ 29″ E / 41.95409°N,2.65807°E   | IPA-32178     | Carregueu una nova foto d'aquest monument                                                                                   |
| Can Comarodona                                         | BCIL 2014       | Obra popular XVI, XVII                                  | Anglès                                               | 41° 56′ 26″ N, 2° 37′ 45″ E / 41.94042°N,2.62919°E   | IPA-32179     | Carregueu una nova foto d'aquest monument                                                                                   |
| Can Cuc                                                | BCIL 2014       | Obra popular, gòtic-renaixement XVI, XX                 | Anglès Barri del Cuc                                 | 41° 57′ 31″ N, 2° 37′ 57″ E / 41.95848°N,2.6326°E    | IPA-32180     | Can Cuc (Anglès) · Vegeu més fotos d'aquest monument · Carregueu una nova foto d'aquest monument                            |
| Can Déu                                                | BCIL 2014       | Obra popular XVI, XX                                    | Anglès                                               | 41° 57′ 01″ N, 2° 37′ 46″ E / 41.95037°N,2.62942°E   | IPA-32181     | Carregueu una nova foto d'aquest monument                                                                                   |
| Can Déu Nostro Senyor                                  | BCIL 2014       | Obra popular, gòtic XVII, XIX                           | Anglès C. d'Avall, 44                                | 41° 57′ 23″ N, 2° 38′ 22″ E / 41.95632°N,2.63938°E   | IPA-32182     | Can Déu Nostro Senyor (Anglès) · Vegeu més fotos d'aquest monument · Carregueu una nova foto d'aquest monument              |
| Can Farga                                              | BCIL 2014       | Obra popular XVIII, XX                                  | Anglès                                               | 41° 57′ 27″ N, 2° 37′ 39″ E / 41.95739°N,2.62762°E   | IPA-32183     | Carregueu una nova foto d'aquest monument                                                                                   |
| Can Feliu Vell                                         | BCIL 2014       | Obra popular XVII                                       | Anglès                                               | 41° 56′ 35″ N, 2° 40′ 02″ E / 41.94308°N,2.66712°E   | IPA-32184     | Carregueu una nova foto d'aquest monument                                                                                   |
| Can Figueres                                           | BCIL 2014       | Obra popular XVII                                       | Anglès Pla d'Amunt                                   | 41° 56′ 33″ N, 2° 37′ 37″ E / 41.94256°N,2.62708°E   | IPA-32185     | Carregueu una nova foto d'aquest monument                                                                                   |
| Can Gardela, o Can Nanit                               | BCIL 2014       | Obra popular XVIII, XX                                  | Anglès C. Raval, 5                                   | 41° 57′ 24″ N, 2° 38′ 19″ E / 41.95673°N,2.63856°E   | IPA-32186     | Carregueu una nova foto d'aquest monument                                                                                   |
| Can Garriga                                            |                 | Obra popular XVI                                        | Anglès Enderrocat                                    | 41° 55′ 37″ N, 2° 38′ 00″ E / 41.92695°N,2.63320°E   | IPA-32187     | Carregueu una nova foto d'aquest monument                                                                                   |
| Can Gravat                                             | BCIL 2014       | Obra popular XVII, XX                                   | Anglès Puigventós                                    | 41° 56′ 31″ N, 2° 39′ 38″ E / 41.94186°N,2.66066°E   | IPA-32190     | Carregueu una nova foto d'aquest monument                                                                                   |
| Can Gubau                                              | BCIL 2014       | Obra popular, modernisme XX Inici                       | Anglès Pl. Catalunya, 11 - c. Indústria              | 41° 57′ 23″ N, 2° 38′ 13″ E / 41.95629°N,2.63707°E   | IPA-32191     | Can Gubau (Anglès) · Vegeu més fotos d'aquest monument · Carregueu una nova foto d'aquest monument                          |
| Can Manau                                              | BCIL 2014       | Obra popular XVII                                       | Anglès Barri de Can Serra                            | 41° 57′ 00″ N, 2° 38′ 13″ E / 41.94994°N,2.63684°E   | IPA-32192     | Carregueu una nova foto d'aquest monument                                                                                   |
| Can Mans, o Can Pistolero                              | BCIL 2014       | Obra popular XV, XVI                                    | Anglès C. d'Avall, 16                                | 41° 57′ 25″ N, 2° 38′ 24″ E / 41.95695°N,2.64004°E   | IPA-32193     | Can Mans (Anglès) · Vegeu més fotos d'aquest monument · Carregueu una nova foto d'aquest monument                           |
| Can Manyà                                              | BCIL 2014       | Obra popular XVII, XIX                                  | Anglès                                               | 41° 56′ 04″ N, 2° 37′ 55″ E / 41.93442°N,2.63206°E   | IPA-32194     | Carregueu una nova foto d'aquest monument                                                                                   |
| Can Mas                                                | BCIL 2014       | Obra popular XVI, XX                                    | Anglès                                               | 41° 57′ 26″ N, 2° 39′ 17″ E / 41.95722°N,2.6546°E    | IPA-32195     | Carregueu una nova foto d'aquest monument                                                                                   |
| Can Maties                                             | BCIL 2014       | Obra popular XVII, XX                                   | Anglès C. d'Avall, 15                                | 41° 57′ 25″ N, 2° 38′ 25″ E / 41.95703°N,2.64032°E   | IPA-32196     | Can Maties (Anglès) · Vegeu més fotos d'aquest monument · Carregueu una nova foto d'aquest monument                         |
| Can Murtra                                             | BCIL 2014       | Obra popular XV                                         | Anglès veïnat de Sant Amanç                          | 41° 56′ 08″ N, 2° 38′ 04″ E / 41.93543°N,2.63439°E   | IPA-32198     | Can Murtra (Anglès) · Vegeu més fotos d'aquest monument · Carregueu una nova foto d'aquest monument                         |
| Can Perarnau                                           | BCIL 2014       | Obra popular XV, XVII, XVIII                            | Anglès Ctra. d'Osor                                  | 41° 57′ 04″ N, 2° 37′ 09″ E / 41.95098°N,2.61907°E   | IPA-32199     | Carregueu una nova foto d'aquest monument                                                                                   |
| Can Riera                                              | BCIL 2014       | Obra popular XVII, XX                                   | Anglès C. Pla d'Amunt, 15                            | 41° 57′ 06″ N, 2° 37′ 58″ E / 41.95177°N,2.63274°E   | IPA-32200     | Carregueu una nova foto d'aquest monument                                                                                   |
| Can Tayeda                                             | BCIL 2014       | Obra popular XVII                                       | Anglès C. del Raval, 7                               | 41° 57′ 24″ N, 2° 38′ 19″ E / 41.95679°N,2.63851°E   | IPA-32201     | Carregueu una nova foto d'aquest monument                                                                                   |
| Can Valls                                              | BCIL 2014       | Obra popular XVII, XX                                   | Anglès                                               | 41° 56′ 53″ N, 2° 38′ 00″ E / 41.947955°N,2.633254°E | IPA-32202     | Carregueu una nova foto d'aquest monument                                                                                   |
| Casa Nova d'en Josepet                                 | BCIL 2014       | Obra popular XVII, XXI                                  | Anglès Trullars                                      | 41° 57′ 18″ N, 2° 39′ 45″ E / 41.95492°N,2.66257°E   | IPA-32270     | Carregueu una nova foto d'aquest monument                                                                                   |
| Casa Nova de Reclavia, o Can Carreras                  | BCIL 2014       | Obra popular XVIII, XIX                                 | Anglès                                               | 41° 57′ 02″ N, 2° 38′ 27″ E / 41.95061°N,2.64081°E   | IPA-32271     | Carregueu una nova foto d'aquest monument                                                                                   |
| Cementiri Vell                                         | BCIL 2014       | Obra popular XX                                         | Anglès C. de la Verneda                              | 41° 57′ 16″ N, 2° 38′ 10″ E / 41.95455°N,2.63599°E   | IPA-32273     | Cementiri Vell (Anglès) · Vegeu més fotos d'aquest monument · Carregueu una nova foto d'aquest monument                     |
| Ermita de Sant Amanç                                   | BCIL 2014       | Obra popular, romànic XI, XVIII                         | Anglès Extrem sud del terme municipal                | 41° 55′ 55″ N, 2° 38′ 17″ E / 41.93187°N,2.63807°E   | IPA-32282     | Ermita de Sant Amanç (Anglès) · Vegeu més fotos d'aquest monument · Carregueu una nova foto d'aquest monument               |
| Ermita de Sant Pere Sestronques                        | BCIL 2014       | Obra popular, preromànic X, XX                          | Anglès Puigventós                                    | 41° 56′ 23″ N, 2° 39′ 43″ E / 41.93981°N,2.66197°E   | IPA-32348     | Ermita de Sant Pere Sestronques (Anglès) · Vegeu més fotos d'aquest monument · Carregueu una nova foto d'aquest monument    |
| Ermita de Santa Bàrbara                                | BCIL 2014       | Romànic XIII, XX                                        | Anglès serra de Santa Bàrbara                        | 41° 55′ 34″ N, 2° 37′ 27″ E / 41.92622°N,2.62409°E   | IPA-32450     | Ermita de Santa Bàrbara (Anglès) · Vegeu més fotos d'aquest monument · Carregueu una nova foto d'aquest monument            |
| Forn de Ca l'Aulet                                     | BCIL 2014       | Obra popular XVIII                                      | Anglès                                               | 41° 57′ 09″ N, 2° 38′ 48″ E / 41.95238°N,2.64677°E   | IPA-32451     | Carregueu una nova foto d'aquest monument                                                                                   |
| Habitatges obrers, Indústries Burés                    | BCIL 2014       | Obra popular XX                                         | Anglès C. de la Fàbrica                              | 41° 57′ 36″ N, 2° 37′ 57″ E / 41.9601°N,2.63259°E    | IPA-32452     | Habitatges obrers (Anglès) · Vegeu més fotos d'aquest monument · Carregueu una nova foto d'aquest monument                  |
| La Farga                                               | BCIL 2014       | Obra popular XIX                                        | Anglès Ctra. Anglès-Girona                           | 41° 57′ 31″ N, 2° 38′ 54″ E / 41.95867°N,2.64836°E   | IPA-32453     | La Farga (Anglès) · Vegeu més fotos d'aquest monument · Carregueu una nova foto d'aquest monument                           |
| La Torre, o Vil·la Eulàlia                             | BCIL 2014       | Noucentisme, modernisme XIX Final                       | Anglès Barri del Cuc                                 | 41° 57′ 32″ N, 2° 37′ 59″ E / 41.959°N,2.63314°E     | IPA-32454     | La Torre (Anglès) · Vegeu més fotos d'aquest monument · Carregueu una nova foto d'aquest monument                           |
| Mines del Sant Pare                                    | BCIL 2014       | Obra popular XIX                                        | Anglès Al sud de Floricel                            | 41° 56′ 47″ N, 2° 38′ 12″ E / 41.94636°N,2.6368°E    | IPA-32456     | Mines del Sant Pare (Anglès) · Vegeu més fotos d'aquest monument · Carregueu una nova foto d'aquest monument                |
| Molí de Can Perarnau                                   | BCIL 2014       | Obra popular XV, XVII, XXI                              | Anglès Ctra. d'Osor                                  | 41° 57′ 14″ N, 2° 37′ 09″ E / 41.95378°N,2.6191°E    | IPA-32457     | Carregueu una nova foto d'aquest monument                                                                                   |
| Pont Perdut                                            | BCIL 2014       | Obra popular XIV                                        | Anglès Afores (enderrocat)                           |                                                      | IPA-32458     | Carregueu una nova foto d'aquest monument                                                                                   |
| Transformador, o Mirador modernista                    | BCIL 2014       | Modernisme XX                                           | Anglès C. Castell, 23                                | 41° 57′ 28″ N, 2° 38′ 25″ E / 41.95777°N,2.64018°E   | IPA-32459     | Transformador (Anglès) · Vegeu més fotos d'aquest monument · Carregueu una nova foto d'aquest monument                      |